# 魔力女管家
《魔力女管家》一開始由中山文十郎原作、作畫的日本漫畫作品，單行本全8卷。2001年由Gainax、SHAFT共同製作全兩季的電視動畫。
本作品的漫畫版，由尖端出版發行全球中文版，被分級為限制級；動畫版則由普威爾國際發行台灣中文字幕版，被分級為輔導級。

## 故事大綱
为了和外星侵略者进行抗争，组织“太白星”制造了最强战斗用人型机器人麻幌。在她的生命即将终结之际她离开了战场，将自己剩余的时间投入到少年美里优的女仆工作之中。等待她的会是平静的生活吗……

## 登场人物

### 美里家
麻幌（配音：川澄綾子）
太白星制造出的最强战斗用机器人，原名：V1046-R MAHORO，是位完美的女性，认真善良，非常能干，但平时如果太悠闲没事干的话容易打瞌睡并头顶满是打圈飞的小鸟。对自己贫乳有点介意。
對阿优看A书十分反感，對色情的事物會以嚴厲地口氣說「我認為色情是不行的（えっちなのはいけないと思います）!」。
自誕生起已經過了9年的時間，但为了避免自己在美里家而使優难堪，對外宣稱自己叫安藤麻幌（安藤 まほろ），19歲。
原本现在为了向美里優赎罪而利用剩下的生命时间成为美里家的女仆照顾阿優，后来優原谅了她，并喜歡上阿優。
在漫画中，其为星神用以了解地球人的品性的一个分身，其结局为用尽自己的生命击毁了由管理者鲁莽攻击而产生的飞向地球的月球碎片，但其数据被星神回收，并由星神将其以人的方式重生并交由流河濤夫妇抚养，在成长中恢复了记忆，重新回到美里優身边。
在动画版中，在与227最后决斗中与227同归于尽，但星神以某种方式将其复活并回到美里優身边。
美里優（配音：瀧本富士子，神奈延年（最終話成年））
初中二年生的戴眼镜少年。异性缘极好，周遭的青梅竹马女性都很喜欢他，品学兼优，IQ130，体力充沛，擅长跑步，很有直觉，正义感，勇气和计谋。有收藏和看A书的爱好。早年失去双亲，四年来自己一个人生活直到麻幌的到来。
父亲在麻幌的一次战斗中被敌人挟持，麻幌在其父亲命令下与敌人一起击毙而牺牲，母亲死于车祸（漫画版中暗示可能是管理者所谓）。
在亲眼看着麻幌死去后悲伤欲绝，成年后不断地对管理者的余党进行报复，在漫画版中彻底消灭管理者残余并亲手杀死了227，后来回到地球重新见到了重生的麻幌。在动画版中见到复活的麻幌并和其一起回地球。
美奈和（配音：清水愛）
“管理者”的机械化人士兵，編號370。因为机械改造上的缺陷，经常跌倒。被麻幌收留后被改名为安藤美奈和，成为麻幌的妹妹。十分害羞，但一认真起来会变得决断和勇敢，眼神也变得十分尖锐。
本来被摧毁，但被梅夫利斯教授利用其感情来欺骗其不会再有机械化人士兵被销毁而潜伏到美里家探取麻幌的情报，但在与美里家生活中渐渐对美里他们有所好感并产生了感情。
漫画版中，在麻幌被梅夫利斯教授捕捉时得知机械化人士兵的“销毁”真相后彻底背叛管理者，被太白星收留并进行移除身上改造机械的手术。在动画版中，得到了感悟而救下被抓的麻幌，后来在流河的帮助下转到圣者进行移除改造机械的手术。
在漫画版中，结局为与滨口俊也结婚在一起。
史萊修（配音：野田圭一）
太白星最强守护兽（原名：V1046-R9 SLASH-ZERO），是麻幌的辅助机器人，常规时候的外表是一只黑豹。其AI是基于近卫优一郎做成的。
十分警觉和谨慎，但熟悉后会很热情，忠诚于主人，非常在意麻幌的安危和感受。
漫画版中掩护麻幌被227攻击时被227的炸弹炸毁，动画版中和近卫优一郎袭击管理者的宴会，无亡。

### 優的同学和老师
佐倉深雪（配音：菊池由美）
从小就和美里優是青梅竹马和同学。是开浴池的佐倉家的四姐妹（深雪、夏樹、春音、秋深）中最大的。蓝色短发，贫乳，是一个可靠的人。喜欢優。
在漫画版中，最后与河原清巳结婚并打理河原的卖酒店。
等等力凜（配音：水野愛日）
从小就和美里優是青梅竹马和同学。社团为弓道部，喜欢優。漫画版设定有两个哥哥。
有着和中学生身份不相配的巨乳。长髮以及“做自己想做的”是她的特点。对自己的大胸感到有点不好意思，但总有意无意地炫耀自己的胸部而招惹佐倉等平胸的嫉妒。
漫画版中，在学校担当教师，和式條一起工作。
大江千鶴子（配音：真田麻美）
从小就和美里優是青梅竹马和同学。和優同属将棋部，父亲是导演，个性很活泼。喜欢優。
热爱美食，吃到美食时会突然兴奋起来并指出食物的出处或与哪家店铺相似，十分喜欢麻幌亲手做的菜。優曾以能吃麻幌的饭菜为代价从其手中获得某女优的写真集。
漫画版中，结局如愿成为了一名美女作家。
濱口俊也（配音：荻原秀樹）
从小就和美里優是青梅竹马和同学。社团为剑道部，自称是“恋爱高手”，实际上真正遇到女生时完全不行。自从美奈和出现后，喜欢了美奈和。
漫画版中，和美奈和结为夫妇。
河原清巳（配音：私市淳）
从小就和美里優是青梅竹马和同学。社团为网球部，有自家的卖酒店，相比濱口来说，是个冷静的人。
漫画版中，与佐倉深雪结婚。
式條沙織（配音：高田由美）
是優班上的伦理社会（中学的）课的老师。大胸和戴眼镜是她的特征。很爱喝酒，花大量的钱去买酒而经常生活潦倒，因而常去美里家蹭饭。总经常幻想優对其淫猥的邪念和嘲讽麻幌的平胸而和麻幌水火不容。
在漫画版中，说有名叫香織的姐姐和叫詩織的贫乳妹妹，在漫画版中麻幌在其妹妹学校执行任务时与其妹妹相处过。
漫画版中结局成为学校的校长。动画版中结局依然为老师，帶著初中的學生們處於畢業旅行在宇宙中，遇見了成年後的優，20年來外貌没有明显变化，見到成年後的優，因優背上的劍讓她感覺到了什麼，而選擇了避開優，與成年後的優道別，帶著學生們離去。
田中佳美（配音：金田朋子）
優的同学，带眼镜的女孩，比较腼腆，但平时并没有与優太多关联，出场也很少，喜欢流河涛，在漫画版中结局与流河涛结婚，并共同抚养重生的麻幌。

### 圣者相关人物
流河濤（Ryuga，配音：子安武人）
“圣者”星制造的战斗用机器人。外表上看年龄是二十多岁，实际的年龄（被制造出的时间）是三岁。
起初奉星神之命来到優的学校做老师以便调查麻幌的情况，却暗中想与麻幌私斗已决定谁是最强的战士，但被美里優阻止，并明白了麻幌的立场而收手。之后一直有帮助麻幌解决遇到的困境，被優的同学田中所喜欢。
漫画版中最后在消灭管理者后与田中结为夫妻，并共同抚养了重生的麻幌。
塞拉（配音：田中かほり）
同是圣者星制造的战斗机器人，现在为流河的后勤员。
莉莎（配音：井上喜久子）
漫画版中，第一批到达地球的圣者星人，和近卫优一郎相恋并生下美里優的母亲。在星神对待地球的态度中起到很大的正面作用。
马修（配音：川澄綾子）
圣者星的星神，圣者星人的母亲，现在在月球圣者星的移动基地中，在动画版中，没人见过其样子。后面揭示和麻幌（机器人）为同一样子。而在漫画版中，它是圣者星主控电脑的人形分身，名为S01-R ARCADIA。
S-ZERO
漫画版中设定角色。圣者星的主控电脑，是为了解决圣者星的地球般的内部冲突而造作的超级电脑，由名为麻幌·马修·费·雷伊的天才女科学家主建的，被命名为阿凯迪雅·马修·费·雷伊，简称阿雅（アーク），后来麻幌·马修·费·雷伊为其制得人性分身（S01-R ARCADIA）并与其生活直到麻幌·马修·费·雷伊的老去。后来由于圣者星在解决内部矛盾后反而开始衰落而决定派遣外太空探测队伍寻找解决本星的方法，在找到地球后，犹豫于是否接受地球时在莉莎提醒下，借助太白星制得和其样子和思想一样的机器人麻幌来进一步接触和了解地球人类，最终从麻幌那里接受和帮助地球。接受了莉莎的提议，让麻幌（机器人）以人的方式重生，自己带领其他圣者星人返回本星。
麻幌·马修·费·雷伊
漫画版出现人物，一位年轻貌美的圣者天才女科学家，S-ZERO的主建者，S01-R ARCADIA的制造者，教导了S-ZERO很多东西，和S-ZERO相互爱护，老死，也令S-ZERO下决心解决圣者星的内部矛盾。

### 管理者相关人物
贝尔纳鲁·巴斯提亚（Bernardo Bastia，配音：堀川仁）
管理者的现任领导，在漫画版中，和近卫优一郎是同道挚友，在近卫优一郎救离圣者星人时利用苦肉计帮助其离开并约定里应外合摧毁管理者，最后通过权力斗争成功登上高层，最后在太白星的反攻中故意减少总部岛的防御令太白星成功攻入，自己暴露被忠于管理者的助手所杀。在动画版中与近卫优一郎是完全的敌人，在太白星总部被攻陷后，近卫优一郎参加其庆功酒会并将其和所有管理者高层一同消滅。
菲尔德蓝斯（Feldrans，配音：坂本美里）
管理人制造的机械化人士兵，编号227，认为生化士兵不需要人心，所以总是一副笑眯眯的样子，但其内心深藏不露，有心计和奸险，虽然如此，仍十分洞悉人心。为了帮助凯南博士而杀死了梅夫利斯教授。
漫画版结局中被已成年的为了复仇的美里優所杀，动画版在最后被麻幌一起同归于尽。
梅夫利斯教授（Professor Metherius，配音：岡野浩介）
负责生化士兵制造的管理者研究教授，觉得自己怀才不遇，被凯南博士克制，总想得到麻幌从而翻身独揽大权。
动画版被227背叛所杀。漫画版为被美奈和报复所杀。
凯南博士（Doctor Cannon，配音：矢部雅史）
负责机械士兵制造的管理者研究博士，暗中对权力十分追崇，后来也为捕捉麻幌而疯狂，在漫画版中，被麻幌最后一击中连同其同其舰队和月球碎片被摧毁。
德雷克赛尔（Drexel，配音：星野貴紀）
管理者的军队总司令，右眼带有眼罩，头有几处伤痕，非常强硬和鲁莽，在攻击圣者时被自己发射的炮火所激起的月球碎片击中战舰。
山德利尔（Santrio，配音：葛城政典）
管理者的军队副总司令，矮个子，一撇日本军人胡须，漫画版中从太白星的反击中逃脱，但最终被成年后的美里優所杀。
波鲁顿恩（ボールドウィン，Baldwin）
漫画版出现人物，管理者的旗舰舰长，指挥很沉着冷静，对德雷克赛尔的指挥和管理者的行为有所质疑。
康威克（Gadwick）
漫画版出现人物。管理者的宇宙舰艇设计总监，负责宇宙舰艇的设计。
南瓜头（Pumpkin Head）
漫画版中出现人物，管理者制造的机械化人士兵，拥有读取别人脑中信息的能力，在梅夫利斯教授试图捕捉麻幌，读取麻幌的资料时，被好像麻幌的人（可能是星神）阻拦，导致其脑部超载爆炸而死。但仍读取到麻幌的战斗漏洞资料。
369（配音：新谷良子）
管理者制造的机械化人士兵，美奈和的“姐姐”，对美奈和很照顾，但最后由于认为有“缺陷”被“销毁”。在漫画版中，美奈和从菲尔德蓝斯得知所有被“销毁”的生化士兵其实是被提取了脑部作为管理者总部计算机的生物电脑处理器，一度令美奈和十分震惊。在太白星攻占管理者总部时，帆风博士请美奈和借助装置成功呼唤到成为生物电脑处理器的369，并救赎了其他被变成生物电脑处理器的生化士兵们，从而令管理者总部的计算机管理系统彻底瘫痪。
773
漫画版中出现人物，管理者制造的机械化人士兵，也因为缺陷差点被销毁，被菲尔德蓝斯调出来，引诱美里優和麻幌进入捕捉麻幌的陷阱中，在该次战斗后被太白星接收，后来美奈和将其收为自己的妹妹，改名为安藤珊珊琪（あんどう ななみ）。在漫画结局中，可能成为了美里優的秘书。

### 太白星相关人物
近卫优一郎（配音：玄田哲章）
美里优的外公，太白星的首脑，与圣者星人莉莎相恋被生下美里优的母亲——美里優香（みさと ゆうか），一直希望地球和圣者能友好共处。
在漫画中原为管理者的成员，和贝尔纳鲁·巴斯提亚为志同道合好友，后来在圣者第一次接触被俘时对圣者——尤其莉莎——产生好感，对管理者企图利用圣者的科技继续贪婪地控制地球而愤怒，帮助其逃离管理者并与贝尔纳鲁·巴斯提亚订立里应外合击毁管理者的约定，后来圣者再次来到地球时，为避免圣者与管理者的过度擦枪走火而成立太白星作为两者的缓冲，并最终为摧毁管理者做好准备。
动画版中也曾经是管理者一员，也在在圣者第一次接触被俘时对莉莎产生好感，后来叛变并帮助圣者星人们离开，与贝尔纳鲁·巴斯提亚为大敌，最后在管理者攻占总部后，与史莱修单枪匹马直杀管理者的庆功宴，并将管理者的管理层和贝尔纳鲁·巴斯提亚杀灭，自己也因此牺牲。
椎名永美（配音：嶋崎はるか）
近卫优一郎的秘书和保镖，漫画版中，擅长在暗处使用投掷暗器，煮芋头也被近卫优一郎喜欢。
郡司義彦（配音：遠藤章史）
太白星的副司令，在漫画版中，对管理者有很大仇恨。
大門隼人（配音：石塚運昇）
太白星的总司令，在漫画版中，原为管理者成员，后来对管理者产生疑惑而叛离了。
帆風博士（配音：川田紳司）
太白星的总研究员，在漫画版中，原为管理者的改造人，编号91，也由于对管理者产生疑惑而叛离了。
美里良（配音：中田和宏）
美里優的父亲，原太白星的总司令和麻幌的上司，教导了麻幌很多东西——包括夏日TV特别篇中不小心造成麻幌认为色情是不行的，很受麻幌的尊敬。
漫画版中管理者一名原领导被内部斗争赶下台而试图发射核弹作威胁并挟持了美里良作为人质，动画版中不知原因有导弹发射，而美里良被圣者的机械怪挟持。为了避免危机，美里良下命令麻幌将其和敌人一起消灭而牺牲，为了避免美里優难过和处于保密，優所知的死因为一次爆炸事故，但麻幌知道真相并为此感到自责，也是其选择在剩下的时间照顾孤身生活的優。
在夏日TV特别篇中，和儿子一样有看A书的习惯，但为了避免妻子发现而想藏于太白星基地中，但结果对麻幌的错误教导，所有A书被麻幌处理掉。也令優的A书也异常艰难。

### 其他人物
神崎孝則（配音：遠藤章史）
见到了圣者的无人宣传飞船的人，追求真相的记者，漫画版中后来试图调查出幕后的管理者，差点被管理者所杀时被圣者救起，得知了圣者来地球的情况，后来也在近卫优一郎交谈中得知管理者和太白星的过去。动画版在第一季第六集出现过。

## 组织
太白星
以地球人和圣者能尽释前嫌，像过去一样重归于好为目标而不停斗争的组织。因为不偏向哪一方，被两者皆视为敌人。本部设在近卫重工业总部地下。创始人为近卫优一郎。
在漫画中，其由从管理者叛离出来的和对管理者十分憎恨的人组成，其存在的真实目的是架于管理者和圣者之间，避免两者的直接交锋，同时为了人类的未来，和与圣者暗中保持友好关系。
其总部在后来被管理者攻陷，但不同的是，漫画版为暗中转移并在美奈和的协助和贝尔纳鲁·巴斯提亚的无指示行为帮助下反攻陷管理人的总部小岛。
圣者
文明程度远超地球的外星人。由于自身走上了缓慢灭亡的道路，于是向宇宙各处派出调查船寻找其他生物拯救其星球命运，数世纪后发现了地球。其现领导者为星神——麻幌的真正本体。
漫画版中第一批探访者在古巴危机时突然出现于地球并被误伤而被管理者俘获，后来得到近卫优一郎的帮助下逃离，后来在星神带领下再次来到地球，以战争考验地球人的品性，但在其对地球人的态度感到疑惑时得到莉莎的提醒，借太白星制造出麻幌来了解地球人的真正本性，最终麻幌带回来的信息令其决定于地球人友好接触和共同开发星际移民，并令管理者的鲁莽进攻行为付出沉重代价并加速管理者的灭亡。动画版在管理者被瓦解后与地球人达成谅解，并共同开发星际移民项目。
「管理者」
为了所谓保障地球人类的主权而一直在幕后操纵人类历史的组织，将圣者视为敌人，太白星为圣者的同盟，胆敢反抗他们的人，即使是美国总统也会被杀掉。现领导者为贝尔纳鲁·巴斯提亚。
在漫画版中，自以为吸收圣者先进科技的管理者某然进攻圣者，反而被圣者的防御反弹彻底歼灭，并在太白星的反击攻陷总部几乎全灭，其残余也被为麻幌的死而报仇的美里优逐一消灭。动画版为被近卫优一郎歼灭了管理者的领导层后瓦解。

## 附註
标题使用特殊的字体
标题使用了设计的字体。
在正篇中被引用的『藤城幸太郎』的诗
正篇引用了诗人藤城幸太郎的诗集「风之歌（かぜのうた）」中的「开满绣球花的庭院（紫陽花の咲く庭で）」、诗集「辉夜姬诗集（かぐや姫詩集）」中的「圆圆的月亮（まあるいお月さま）」。但是这两本诗集从未出版过，这位诗人在别处也没有记载，估计是原作者中山文十郎虚构的。

## 出版書籍
| 卷數 | 日文副標題 | 中文副標題               | Wani Books     | Wani Books         | 尖端出版社     | 尖端出版社           |
| 卷數 | 日文副標題 | 中文副標題               | 發售日期       | ISBN               | 發售日期       | EAN                  |
| ---- | ---------- | ------------------------ | -------------- | ------------------ | -------------- | -------------------- |
| 1    |            | 美里家的女傭             | 1999年10月10日 | ISBN 4-8470-3326-4 | 2001年6月21日  | EAN 471-9863-04391-3 |
| 2    |            | 被熱情的陽光晒昏頭的女傭 | 2000年7月10日  | ISBN 4-8470-3354-X | 2001年7月28日  | EAN 471-9863-044255  |
| 3    |            | 無法擺脫過去的女傭       | 2001年3月10日  | ISBN 4-8470-3383-3 | 2001年8月23日  | EAN 471-9863-04453-8 |
| 4    |            | 女管家狂想曲             | 2001年10月10日 | ISBN 4-8470-3413-9 | 2001年12月24日 | EAN 471-9863-04539-9 |
| 5    |            | 大小管家一家親           | 2002年6月10日  | ISBN 4-8470-3370-1 | 2002年8月2日   | EAN 471-9863-04818-5 |
| 6    |            | 笑容可掬的超級女管家     | 2003年3月31日  | ISBN 4-8470-3440-6 | 2003年5月25日  | EAN 471-0614-36146-1 |
| 7    |            | 淚能源驅動的女管家       | 2003年10月10日 | ISBN 4-8470-3454-6 | 2003年11月18日 | EAN 471-0614-36450-9 |
| 8    |            | 美里家的麻幌             | 2004年12月5日  | ISBN 4-8470-3479-1 | 2005年3月18日  | EAN 471-0614-37376-1 |

新裝版
| 卷數 | Wani Books     | Wani Books         |
| 卷數 | 發售日期       | ISBN               |
| ---- | -------------- | ------------------ |
| 1    | 2006年6月24日  | ISBN 4-8470-3554-2 |
| 2    | 2006年7月24日  | ISBN 4-8470-3560-7 |
| 3    | 2006年7月24日  | ISBN 4-8470-3561-5 |
| 4    | 2006年8月25日  | ISBN 4-8470-3567-4 |
| 5    | 2006年8月25日  | ISBN 4-8470-3568-2 |
| 6    | 2006年9月25日  | ISBN 4-8470-3576-3 |
| 7    | 2006年9月25日  | ISBN 4-8470-3577-1 |
| 8    | 2006年10月25日 | ISBN 4-8470-3581-X |

廉價版
| 卷數 | 副標題 | Wani Books    | Wani Books             |
| 卷數 | 副標題 | 發售日期      | ISBN                   |
| ---- | ------ | ------------- | ---------------------- |
| 1    |        | 2009年10月1日 | ISBN 978-4-8470-3701-6 |
| 2    |        | 2009年11月1日 | ISBN 978-4-8470-3706-1 |

## 電視動畫

### 魔力女管家
于2001年10月5日到12月28日期间在BS-i播放。更分别于2005年8月在AT-X、2007年1月至3月29日在BS-i重播。共计12话+SP总集篇。另外，于2007年8月11日，在神奈川电视台的『CLUB GENEON』节目中重播了第1话（初次在无线电视中播放）。
故事情节相当于原作的1～3卷。

#### 工作人员
- 原作：中山文十郎+DITAMA(某)
- 監督：山賀博之
- 角色设计：高村和宏
- 美術監督：小坂部直子
- 色彩設定：三橋曜子
- 撮影監督：小澤次雄
- 音響監督：岩浪美和
- 音乐：増田俊郎
- 片头动画
  - 分镜：庵野秀明
  - 演出：大塚雅彦
  - 原画：鶴卷和哉、錦織敦史、今石洋之、摩砂雪、高村和宏
- 片尾动画：柴田由香
  - 作画監督：高村和宏
- 动画制作：GAINAX、SHAFT
- 製作：

#### 主題曲
片头曲
- （归途）

作詞：
作曲，編曲：増田俊郎
演唱：川澄綾子
片尾曲
- （麻幌跳曼波）

作詞：
作曲，編曲：増田俊郎
演唱：

#### 各話标题
※于2001年12月14日（第10話和第11話之间），播放了年末Special「总集篇」（前十话的总结剪辑）。
| 話数 | 标题 | 标题中译           | 脚本              | 分镜              | 演出     | 作画監督            | 作画監督補 | 首次播放日     |
| ---- | ---- | ------------------ | ----------------- | ----------------- | -------- | ------------------- | ---------- | -------------- |
| 1話  |      | 在绣球花绽放的庭院 | 山賀博之          | 佐伯昭志          | 佐伯昭志 | 高村和宏            | -          | 2001年10月5日  |
| 2話  |      | 女教师沙织二十五岁 | 山賀博之          | 鶴卷和哉          | 日巻裕二 | 吉川真一 石井裕美子 | 伊藤良明   | 2001年10月12日 |
| 3話  |      | 渺茫的墓地         | 山賀博之          | 鈴木利正          | 鈴木利正 | 渡辺とおる          | -          | 2001年10月19日 |
| 4話  |      | 射穿你的心         | 佐伯昭志          | 佐伯昭志          | 佐伯昭志 | すしお              | -          | 2001年10月26日 |
| 5話  |      | 8之634过得很好     | 山賀博之          | 小林孝志          | 小林孝志 | 伊藤良明            | -          | 2001年11月2日  |
| 6話  |      | 月花愁色           | 佐伯昭志          | 佐伯昭志          | 安藤健   | 石井祐美子          | -          | 2001年11月9日  |
| 7話  |      | 女仆的过去         | 山賀博之          | 川崎逸朗          | 川崎逸朗 | 芝美奈子            | -          | 2001年11月16日 |
| 8話  |      | 完美之心的所有者   | 山賀博之          | 山口頼房          | 山口頼房 | 渡辺とおる 伊藤良明 | -          | 2001年11月23日 |
| 9話  |      | LIMELIGHT          | 佐伯昭志          | 佐伯昭志          | 鈴木利正 | 浜津武広 小原充     | -          | 2001年11月30日 |
| 10話 |      | 身为战士的宿命     | 山賀博之          | 川崎逸朗          | 川崎逸朗 | 芝美奈子 杉光登     | -          | 2001年12月7日  |
| 11話 |      | 我最重要的人       | 山賀博之          | 高橋拓朗 鶴巻和哉 | 安藤健   | 伊藤良太            | -          | 2001年12月21日 |
| 12話 |      | 某日梦见的风景     | 山賀博之 佐伯昭志 | 佐伯昭志          | 佐伯昭志 | 高村和宏            | -          | 2001年12月28日 |

### 魔力女管家～更美丽的事物～
于2002年9月26日至2003年1月16日期间在BS-i播放。共计14话+总集篇。又于2005年12月24日至2006年4月5日在AT-X重播。
故事情节相当于原作的4～8卷，但是由于在原作完结之前就播放完毕，所以结尾是原创的。

#### 工作人员
- 原作：中山文十郎+DITAMA（某）
- 監督：山賀博之
- 副監督：佐伯昭志
- 系列构成：花田十輝、山賀博之
- 角色设计，总作画監督：高村和宏
- 机械设计：江田惠一
- 美術監督：小坂部直子、菱沼由典
- 色彩設定：日比野仁
- 撮影監督：小澤次雄
- 音響監督：岩浪美和
- 音乐：増田俊郎
- 片头动画
  - 分镜：庵野秀明
  - 演出：鶴岡耕次郎
  - 原画：吉成曜、摩砂雪、柴田由香、鶴巻和哉、高村和宏、林明美、久保田誓、伊藤良太
  - 作画監督：高村和宏
- 片尾动画：柴田由香
- 制作人：関戸雄一、源生哲雄、佐藤裕紀、久保田光俊
- 动画制作：GAINAX、SHAFT
- 製作：

#### 主題歌
片头曲
- （就这样）

作詞 - 
作曲，編曲 - 増田俊郎
演唱 - 川澄綾子
片尾曲
作詞 - 
作曲，編曲 - 増田俊郎
演唱 - 

#### 各話标题
※于2002年12月19日（第12话和第13话之间），播放了岁末Special“总集篇”（前12话的总结剪辑）。
| 話数 | 标题 | 标题中译           | 脚本                | 分镜             | 演出             | 作画監督            | 作画監督補        | 首次播放日     |
| ---- | ---- | ------------------ | ------------------- | ---------------- | ---------------- | ------------------- | ----------------- | -------------- |
| 1話  |      | 归来的女管家       | 山賀博之 佐伯昭志   | 佐伯昭志         | 佐伯昭志         | 久保田誓            | -                 | 2002年9月26日  |
| 2話  |      | 从今天开始是美奈和 | 花田十輝            | 佐伯昭志         | 五十嵐達也       | 渡辺とおる          | -                 | 2002年10月3日  |
| 3話  |      | 变大的梦想         | 植竹須美男          | 小林孝嗣         | 花井信也         | 小関雅              | -                 | 2002年10月10日 |
| 4話  |      | 所寻之物 发现了    | 大久保智康          | 米田光宏         | 米田光宏         | 枯葉紅葉            | -                 | 2002年10月17日 |
| 5話  |      | 明天会感冒吗       | 大久保智康          | 佐伯昭志         | 鶴岡耕次郎       | 日下部ゆみ          | -                 | 2002年10月24日 |
| 6話  |      | 新年快乐           | 植竹須美男          | ワタナベシンイチ | 五十嵐達也       | 枯葉紅葉            | 伊藤良明          | 2002年10月31日 |
| 7話  |      | 来吧 昨日          | 大久保智康          | 原博佐伯昭志     | 宮田亮           | 小関雅              | -                 | 2002年11月7日  |
| 8話  |      | 爷爷与孙子         | 大久保智康 佐伯昭志 | 藤森カズマ       | いたがきしん     | 岩岡優子 稲留和美   | -                 | 2002年11月14日 |
| 9話  |      | 比爱还甜 又有点苦  | 花田十輝            | ワタナベシンイチ | ワタナベシンイチ | 石井ゆみこ 枯葉紅葉 | -                 | 2002年11月21日 |
| 10話 |      | 我喜欢的东西       | 植竹須美男          | 佐伯昭志         | 鶴岡耕次郎       | 久保田誓            | 柴田由香 錦織敦史 | 2002年11月28日 |
| 11話 |      | 愿望，樱色         | 花田十輝            | 佐伯昭志         | 佐伯昭志         | 渡辺とおる          | -                 | 2002年12月5日  |
| 12話 |      | 受胎告知           | 山賀博之            | 中山勝一         | 長井龍雪         | 小関雅              | -                 | 2002年12月12日 |
| 13話 |      | 梦的终结           | 山賀博之            | 鈴木利正         | ワタナベシンイチ | 澤田穣治 高村和宏   | -                 | 2003年1月9日   |
| 14話 |      | 野鸭               | 山賀博之            | 山賀博之         | 山賀博之         | 伊藤良明            | -                 | 2003年1月16日  |

1. ↑  即圣母领报，指基督未出生之前由天使传达给处女的玛利亚她即将生下救世主的事。
2. ↑  一种威士忌酒名。

### 魔力女管家夏日TV特别篇「我认为好色是不对的！」
于2003年8月14日在BS-i播放。全1話。原创剧情作品。
原作者中山文十郎担当剧本剧本，原画中亦出现了漫画原作者。内容讲述了由中山文十郎担任剧本的CD广播剧的正篇之侧面故事。

#### 剧情概要
麻幌决定要消灭一切A书，优的A书收集大业遭到了威胁。女性阵容和男性笨蛋三人组围绕着A书展开了争夺战，谁将获得胜利呢？麻幌为何固执地认为“好色是不行的”的原因也终于明瞭。

#### 配音演员
已有角色请参见登场角色
- 美里良：中田和宏
- 史帆：桃井晴子

#### 工作人员
- 原作：中山文十郎+
- 監修：山賀博之
- 監督，演出，分镜：佐伯昭志
- 人物设计，总作画監督：高村和宏
- 脚本，中山文十郎
- 作画監督：錦織敦史
- 美術監督：小坂部直子
- 色彩設定：日比野仁
- 撮影監督：小澤次雄
- 音響監督：岩浪美和
- 音乐：増田俊郎
- 制作人：関戸雄一、源生哲雄、佐藤裕紀、久保田光俊
- 片尾动画：高村和宏、佐伯昭志
- 动画制作：GAINAX、SHAFT
- 製作：

#### 主題曲
片头曲
- （就这样）

作詞：
作曲，編曲 - 増田俊郎
演唱：川澄綾子
片尾曲
作詞：
作曲，編曲：増田俊郎
演唱:

### 魔力女管家特別篇 我回來了◆歡迎回來
《魔力女管家》官方網頁宣布於2009年十月放送兩回特別篇，並在12月發售DVD。

#### 各话标题
- 前編：「ただいまの風」
- 後篇：「おかえりの空」

#### 工作人员
- 原作：中山文十郎+
- 監修：山賀博之
- 監督，演出，分镜：佐伯昭志
- 人物设计，总作画監督：高村和宏
- 脚本，中山文十郎
- 作画監督：錦織敦史
- 美術監督：平間由香
- 色彩設定：高星晴美
- 撮影監督：諸橋文彦
- 音響監督：岩浪美和
- 音乐：増田俊郎
- 制作人：宮川みちよ、田中豪、武田康廣
- 片尾动画：高村和宏、佐伯昭志
- 製作：

#### 主题曲
片头曲
作詞：
作曲，編曲：増田俊郎
演唱：
片尾曲
作詞：
作曲，編曲：増田俊郎
演唱：

## 外部連結
- 《魔力女管家》官方網頁 （页面存档备份，存于）（日語）
- 《魔力女管家》（GAINAX）（日語）
- 普威爾內的《魔力女管家》頁面 （页面存档备份，存于）（繁體中文）